# Bündner Torte
Bündner Torte je švýcarský pětivrstvý dort kruhového tvaru. První a pátou vrstvou dortu je sněhová pusinka z mletých lískových oříšků, bílků a cukru (tloušťka cca 0,5 cm). Ta se vyrobí tak, že se vyšlehají bílky s částí cukru. Zbývající cukr se smíchá s mletými lískovými oříšky, které se zlehka vmíchají (tzv. zabalí) do sněhu z bílků a cukru. Hmota se naplní do cukrářského pytlíku a nanese např. na pečicí papír a to ve formě spirály, která je pro tento dort typická. Spirála má být po upečení vidět. K získání přesného kruhového tvaru pusinky je někdy využívána šablona. Pusinka se peče v troubě při nižších teplotách, aby byla hezky křupavá a měla dobrou barvu. Pokud bude teplota příliš vysoká, bude pusinka příliš tmavá a gumová.
Na hotovou pusinku se nanese pralinkový krém (vrstva asi 0,5 cm). Ten se získá smícháním pralinkové hmoty, másla a čokoládové polevy. Dokud je vzniklý krém měkký, nanese se na pusinku. Pusinka s krémem se dá poté vychladit, aby krém ztuhl, čemuž pomůže obsažená čokoládová poleva.
Přesné složení pralinkové hmoty (Pralinémasse) používané pro tento dort není známo. Nicméně obecně jsou jejím obsahem pražené karamelizované ořechy, jako jsou lískové ořechy, mandle, pistácie či pekanové ořechy, které se následně semelou na jemnou pastu. Přidán může být cukr nebo karamel a koření, nejčastěji vanilka. S ohledem na region, lískooříškový charakter dortu a jeho cenu lze předpokládat, že se jedná o hmotu na bázi pražených karamelizovaných lískových ořechů, s případným podílem mandlí, která může být kořeněna vanilkou.
Lískooříškový piškot (tloušťky cca 2,5 cm) se získá vyšleháním vajec do pěny spolu s cukrem, následně je přidána mouka, mleté lískové oříšky a prášek do pečiva. Hmota se pak peče při asi 180 °C po dobu asi 30 minut, dokud nezíská zlatohnědou barvu. Piškot se nechá řádně vychladnout. Poté se usadí na sněhové pusince na nanesený pralinkový krém. Na vršek piškotu se položí druhá sněhová pusinka a to naneseným pralinkovým krémem na piškot. Následně se ořízne přebytečný okraj, aby byl dort pěkně kulatý a rovnoměrný. Obvod dortu se potře čokoládovým krémem vyšlehaným do pěny a posype malými kousky pražených lískových oříšků. Kromě lepšího vzhledu je tím také zaokrouhlena chuť dortu. Dort je konzumován po celý rok, obvykle k čaji nebo kávě.
Dort je aktuálně vyráběn jediným producentem, kterým je společnost Gyger AG, která sídlí ve městě Thusis, které leží v regionu Viamala švýcarského kantonu Graubünden. Produkováno je cca 300 dortů měsíčně, přičemž na Vánoce je objem výroby asi dvojnásobný. Rovněž během turistické sezony je výroba vyšší. Dort je možné zakoupit přes internet nebo přímo v cukrárně výrobce. První historická zmínka o Bündner torte pochází z roku 1954, kdy dort získal v Bernu zlatou medaili na Hospes, což byla ve Švýcarsku výstava cestovního ruchu a mezinárodního kulinářského umění. Předpokládá se, že dort byl vymyšlen asi ve 40. či 50. letech 20. století. Receptura dortu se od té doby nezměnila a výše jmenovaný výrobce ji má patentovánu.
Recepty na Bündner torte, které se objevují v kuchařkách tohoto regionu, nemají s výše popsaným dortem nic společného. Název se v domácnostech používá pro více různých výrobků. Například v 6. vydání kuchařky Bewährte Kochrezepte aus Graubünden z roku 1965 je jako Bündnertorte označeno lehké pečivo podobné bábovce s rozinkami, lískovými oříšky a sněhem z bílků.
Podobným švýcarským dortem s lískovými oříšky, ovšem s máslovým krémem namísto pralinkového, je Solothurner Torte.
Především turisté si často pletou Bündner torte a mnohem známější Bündner Nusstorte, což jsou ale dva zcela odlišné produkty.